# El Chorro (Zamora Chinchipe)
El Chorro ist eine Ortschaft und eine Parroquia rural („ländliches Kirchspiel“) im Kanton Chinchipe der ecuadorianischen Provinz Zamora Chinchipe. Sitz der Verwaltung ist die gleichnamige Ortschaft. Die Parroquia besitzt eine Fläche von 14,85 km². Die Einwohnerzahl lag beim Zensus 2010 bei 216. Die Parroquia wurde am 25. April 1955 gegründet.

## Lage
Die Parroquia El Chorro liegt in den Anden im Südosten von Ecuador. Der Hauptort liegt auf einer Höhe von 1050 m 6 km südsüdöstlich vom Kantonshauptort Zumba. Die Parroquia liegt am Rechtsufer des nach Süden strömenden Río Mayo (Río Chinchipe). Die Fernstraße E682 von Zumba nach Namballe in Peru führt durch El Chorro.
Die Parroquia El Chorro grenzt im Osten an die Parroquia Chito, im Süden an die Parroquia La Chonta, im Südwesten an die Parroquia Pucapamba sowie im Nordwesten und im Norden an die Parroquia Zumba.